# Леденика
Леденика (болг. Леденика) — печера в Балканських горах, община Враца, Болгарія. Печера Леденика розташована за 16 км від міста Враца, на території природного парку Врачанський Балкан, розташованому на висоті 830 м у північно-західній частині Врачанських гір. Печера найбільш приваблива взимку та навесні. На думку музикантів, має «божественну» акустику.

## Назва
Печера прозвалась льодовою через крижані сталагміти, сталактити і сталагнати, які утворюються в ній взимку біля входу.

## Відкриття та дослідження
Печера була відома ще під час османського панування. Чабани використовували її, щоб зберігати в ній овече молоко.
Вхід до печери розташований у найнижчій частині Леденицького увалу на висоті 830 м над рівнем моря. Всередині печери температура змінюється від -7 °С до 15 °С з початку печери і до 8  °C у внутрішній частині. Вологість повітря становить 92 %. У печері багато галерей і цікавих карстових форм — сталактити, сталагміти і сталагнати, що утворювались тисячі років. Довжина близько 320 м і печера має десять залів. Перший зал — «Передпокій» (найнижча частина печери), в якому піднімається величезна льодова колона діаметром майже 21 м. Взимку і навесні в цій залі утворюються льодові утворення (сталактити, сталагміти, сталагнати), звідки йде назва печери. Через кілька метрів, де вже людина має рухатися пригинаючись — прохід «Плизнята». Через нього можна дістатися до «Малої зали», яка за формою майже кругла. Після чергового звуження, через печерний коридор «Комата», досягаємо Великого (Концертного залу), який дуже багатий на утворення. Деякі з них називають різними назвами через їх цікаві форми — Крокодил, Голова Велетня, Голова Сокола, Дід Мороз, хатка Баби Яги та багатьох інших. Нижче «Концертного залу» ще один — «Холодильник». У минулому люди використовували його для зберігання шовкопрядів. Повертаючи праворуч від Концертного залу, потрапляємо на невелике, озеро глибиною 0,5 м, про яке є легенда, що його вода «магічна» і виконує бажання кожного, хто впадає в нього. Від Великого залу Залізним мостом можна пройти через Мале та Велике провалля, а через коридор Завескіте потрапити до так званої «Білої зали». Тут можна побачити натічні утворення Свекрухин язик, Жінка велетня, Слон, Купальниця. Найвища точка печери називається Сьоме небо.

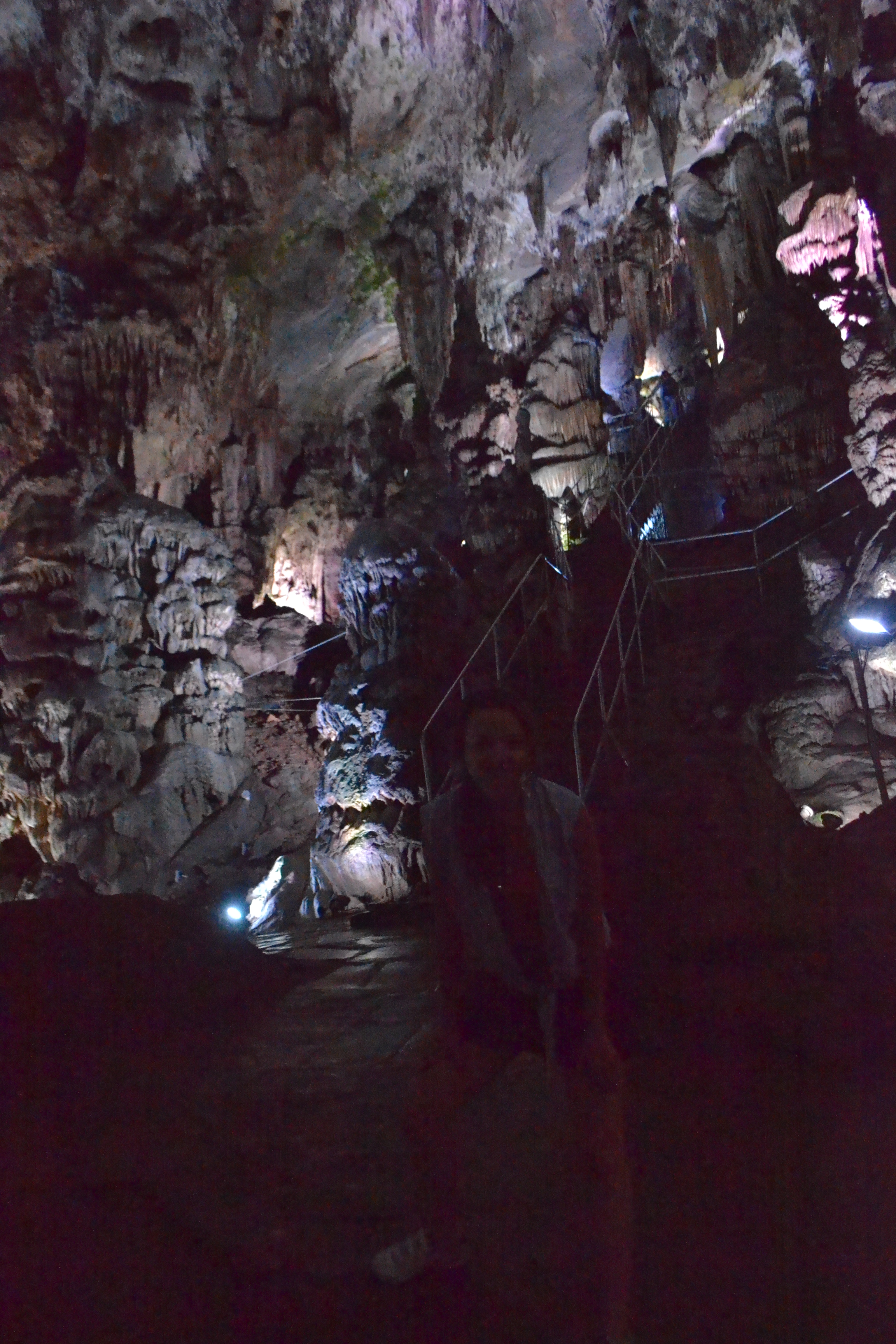
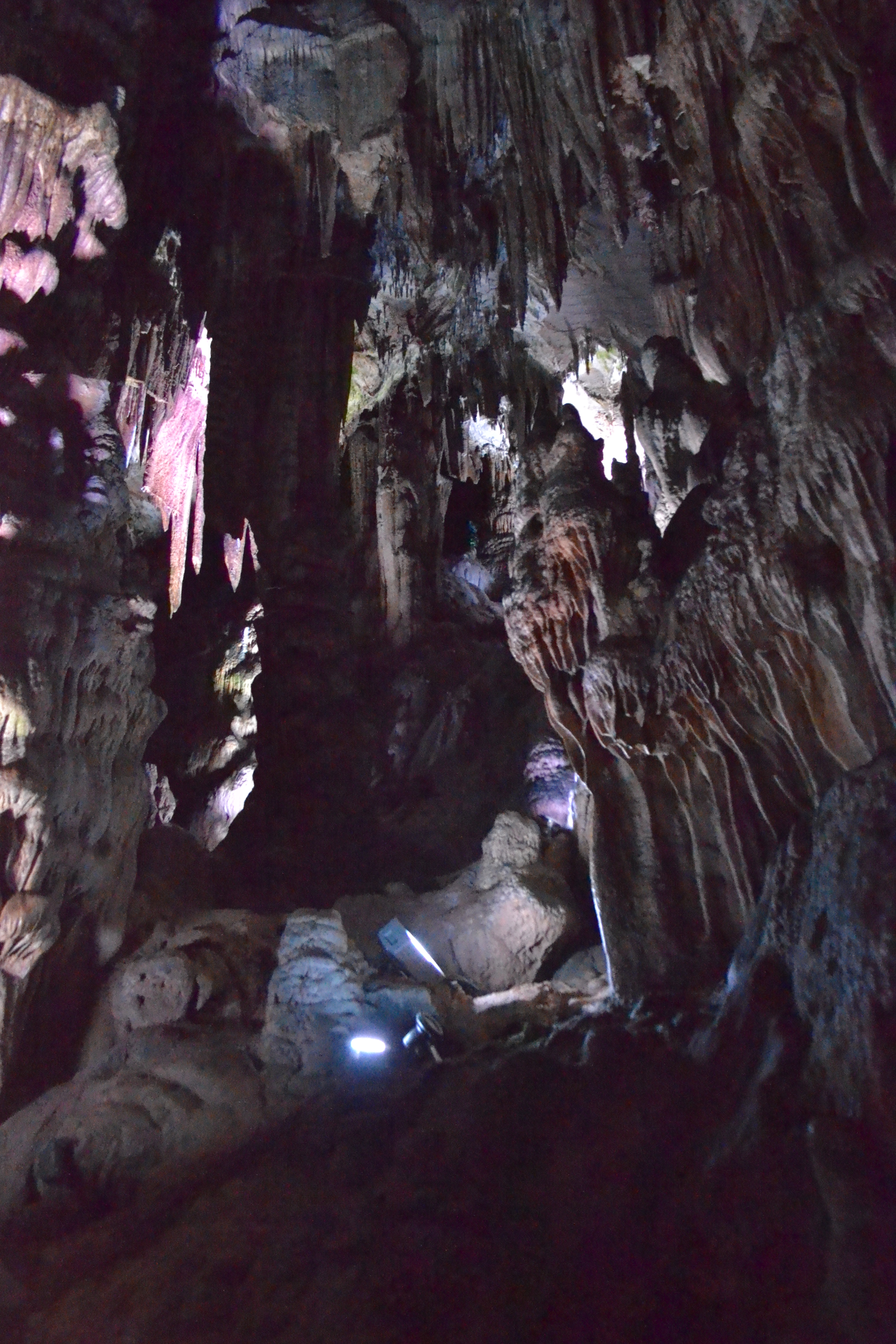
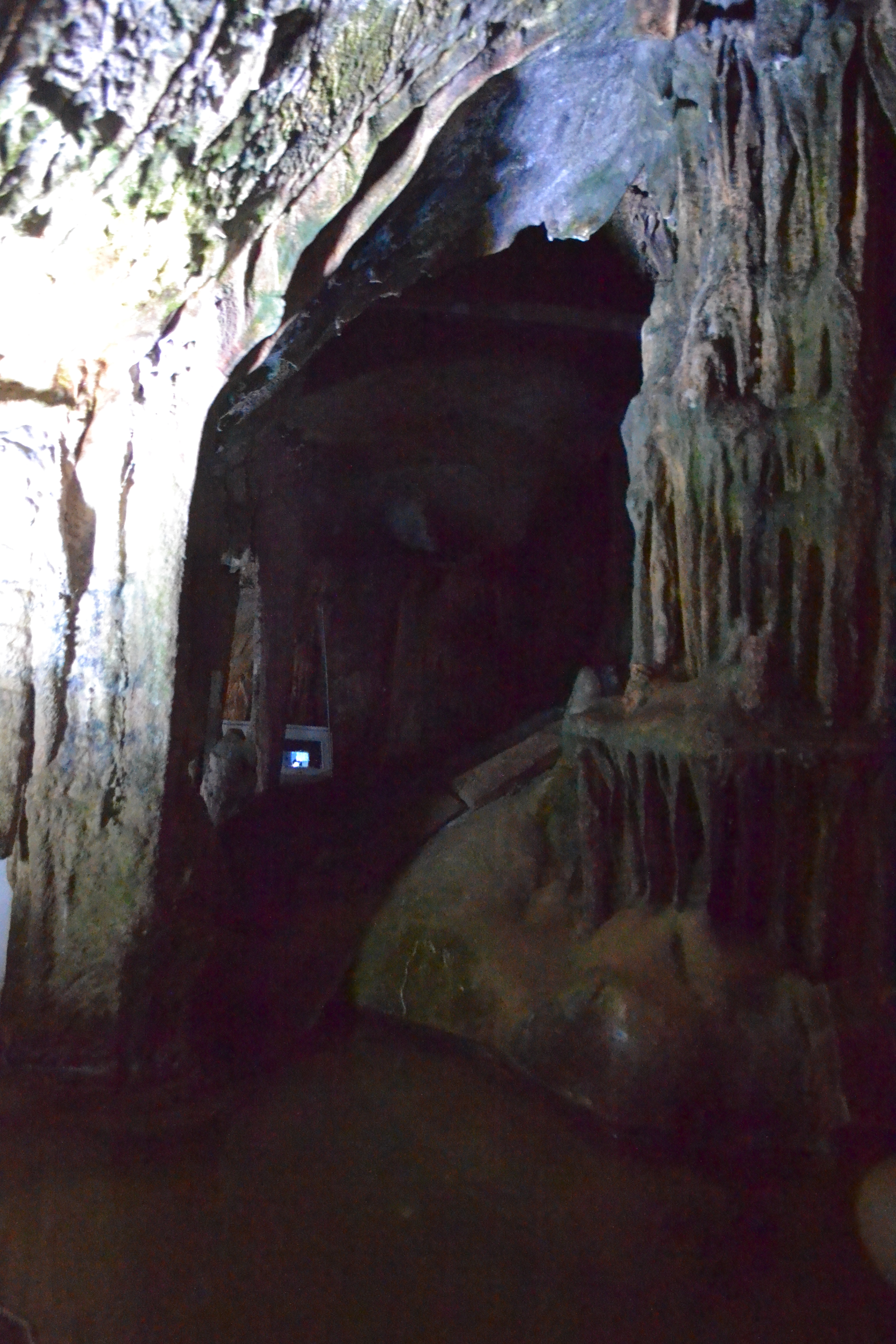
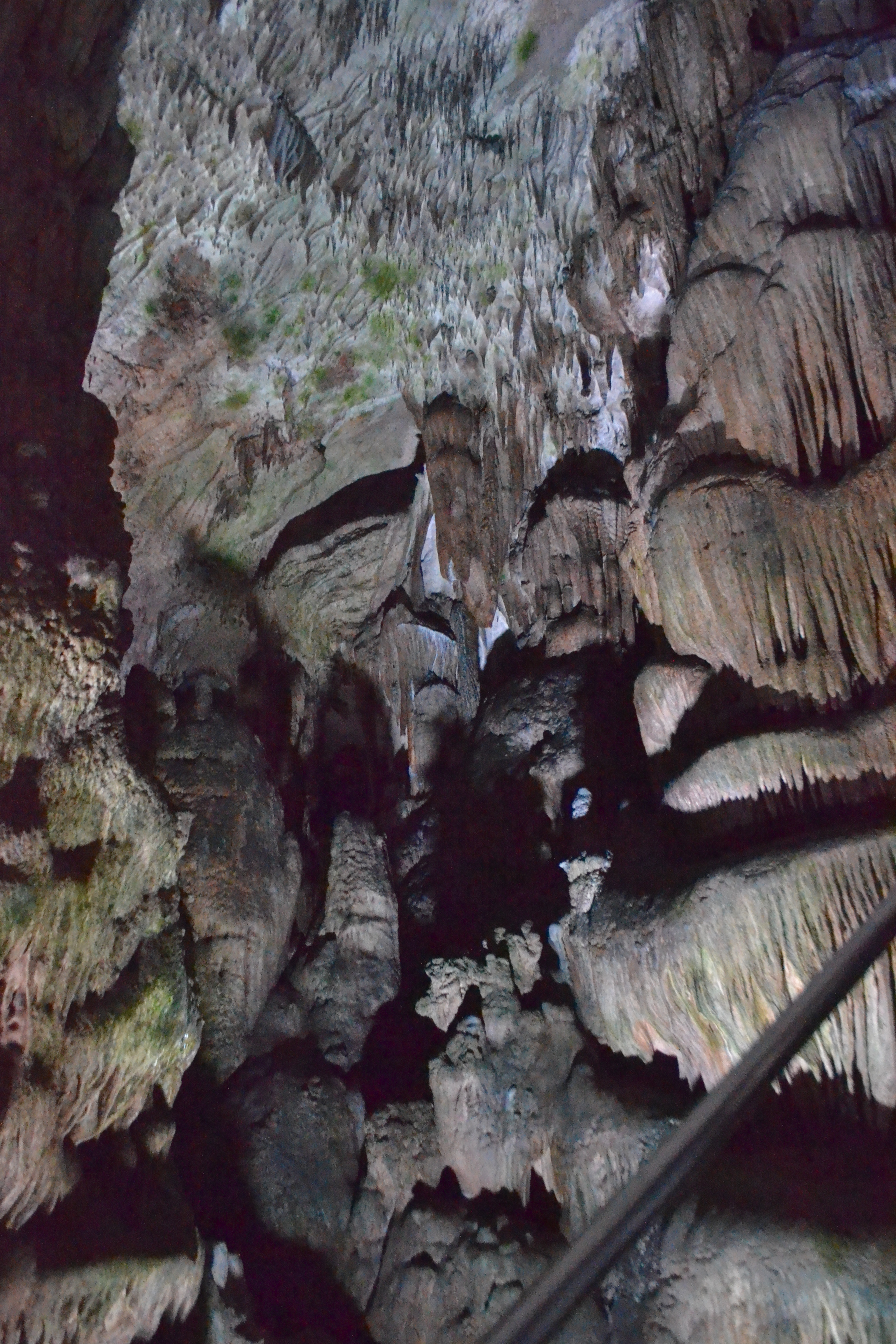
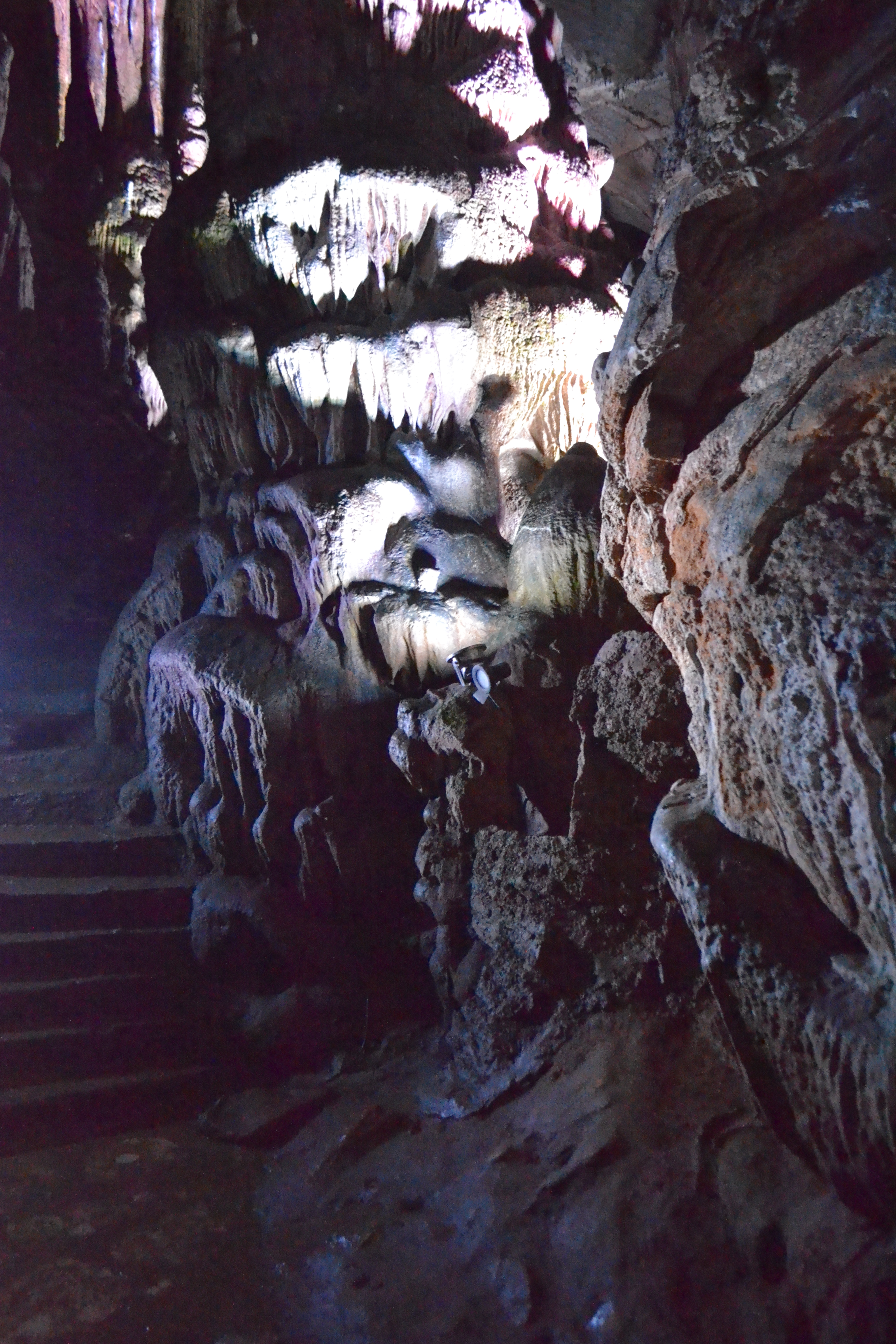
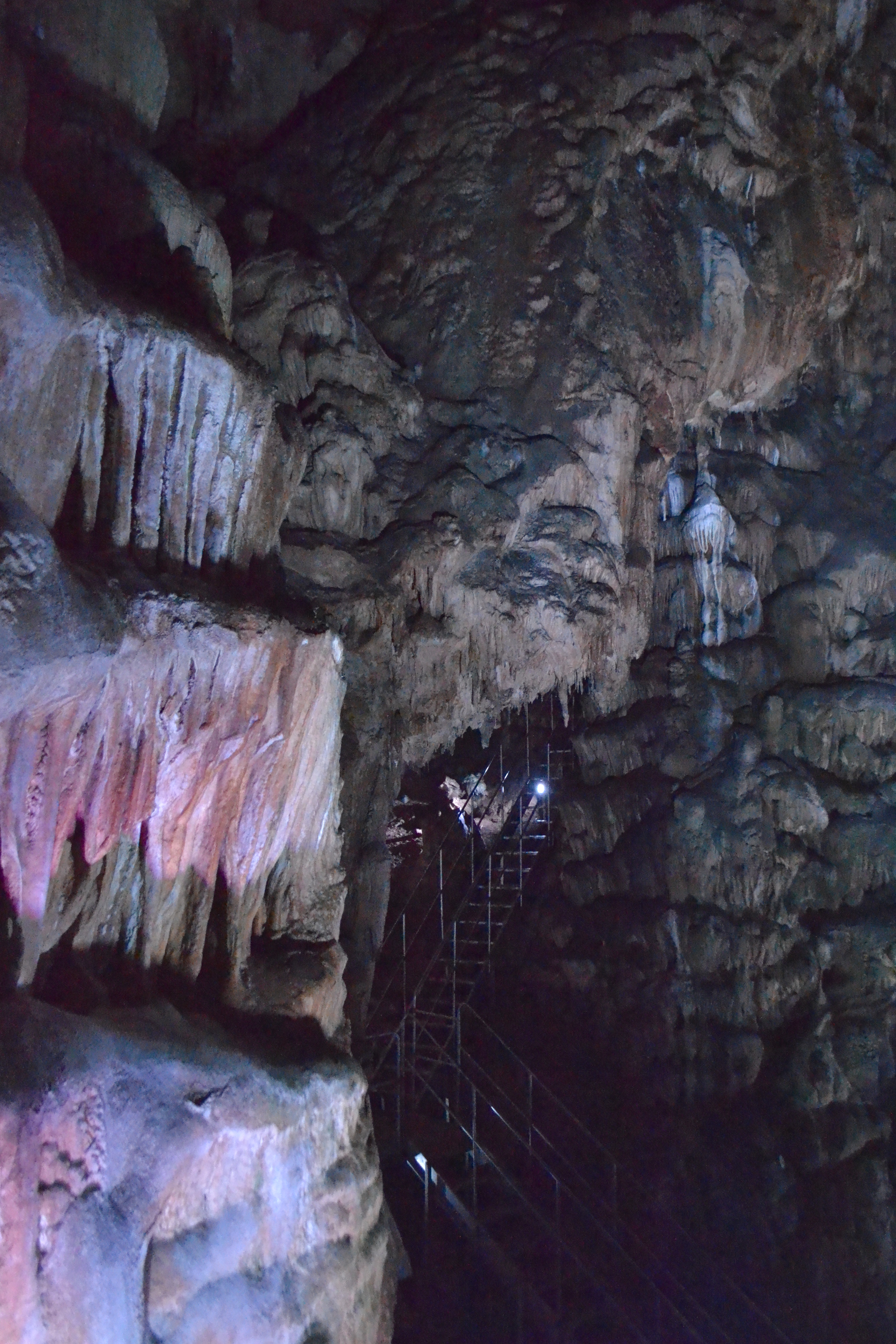
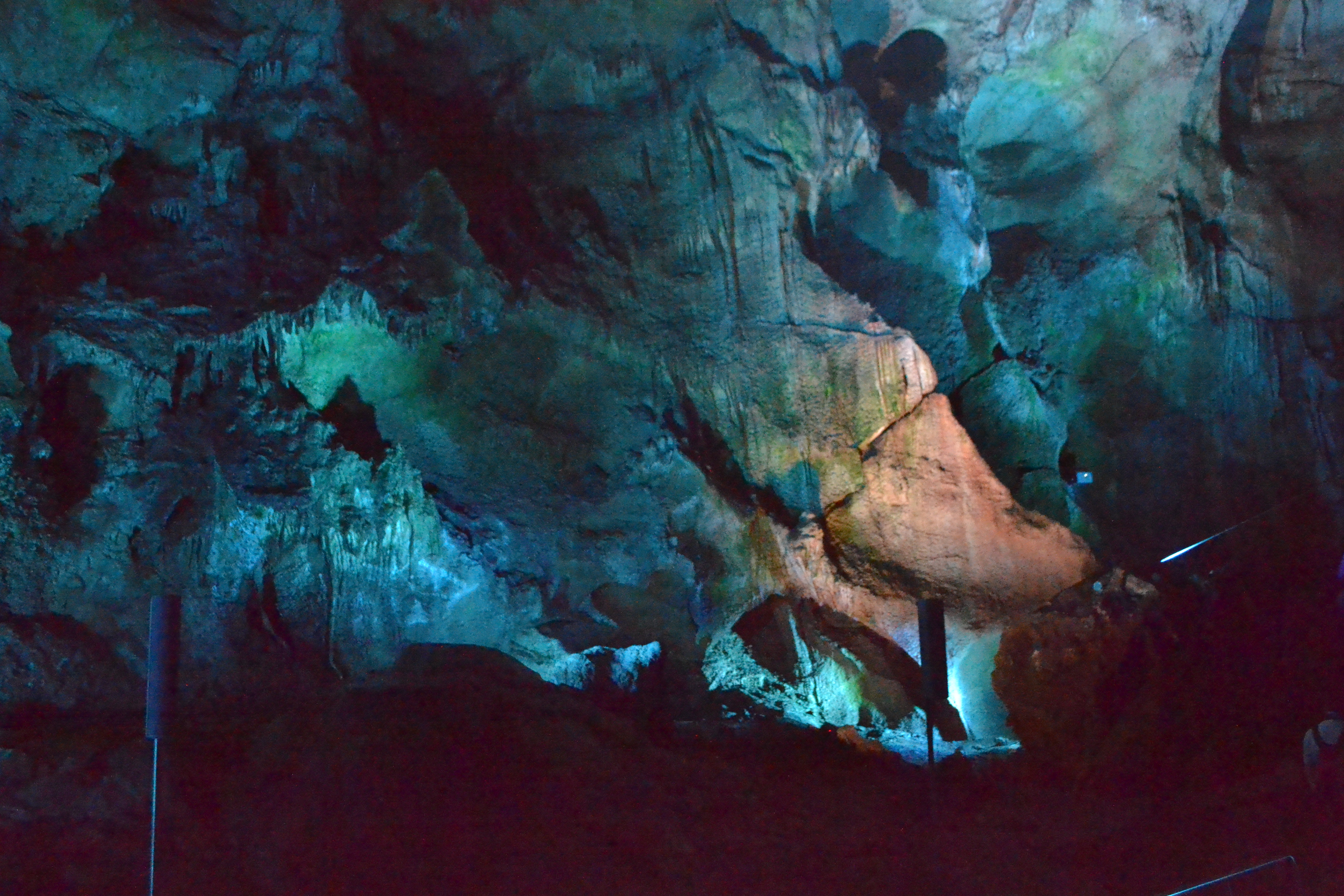
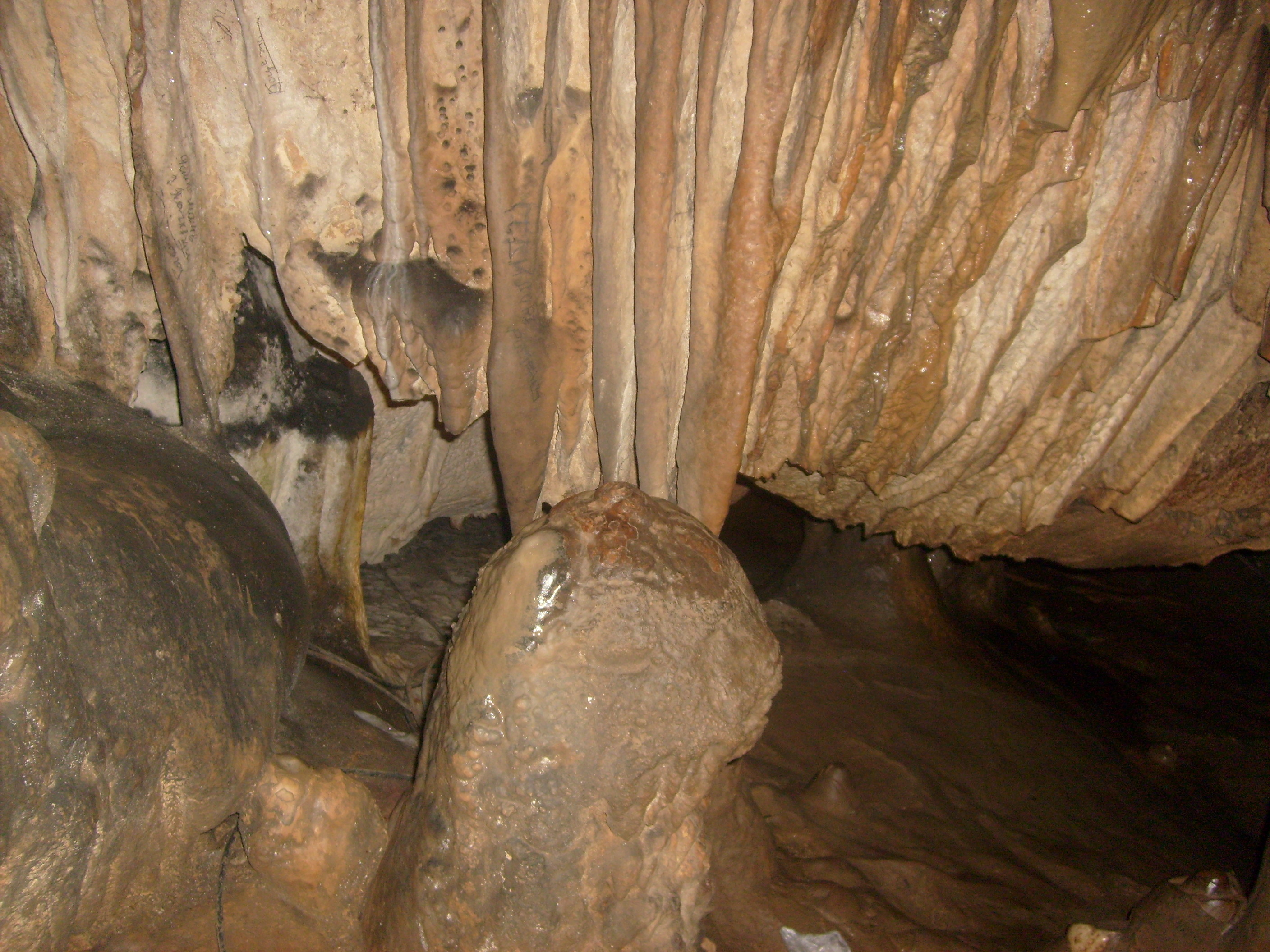
Леденика
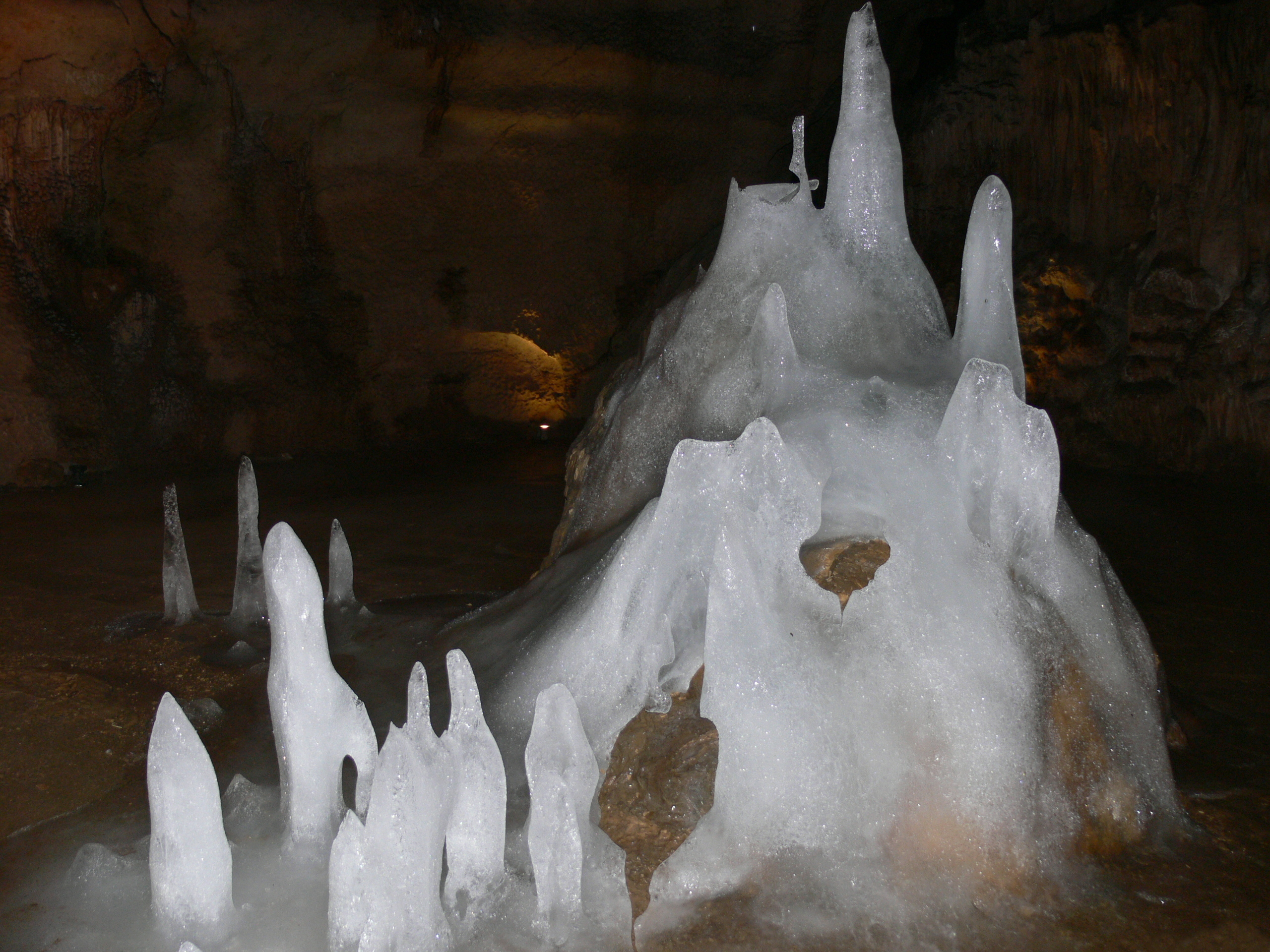
Крижані утворення у печері
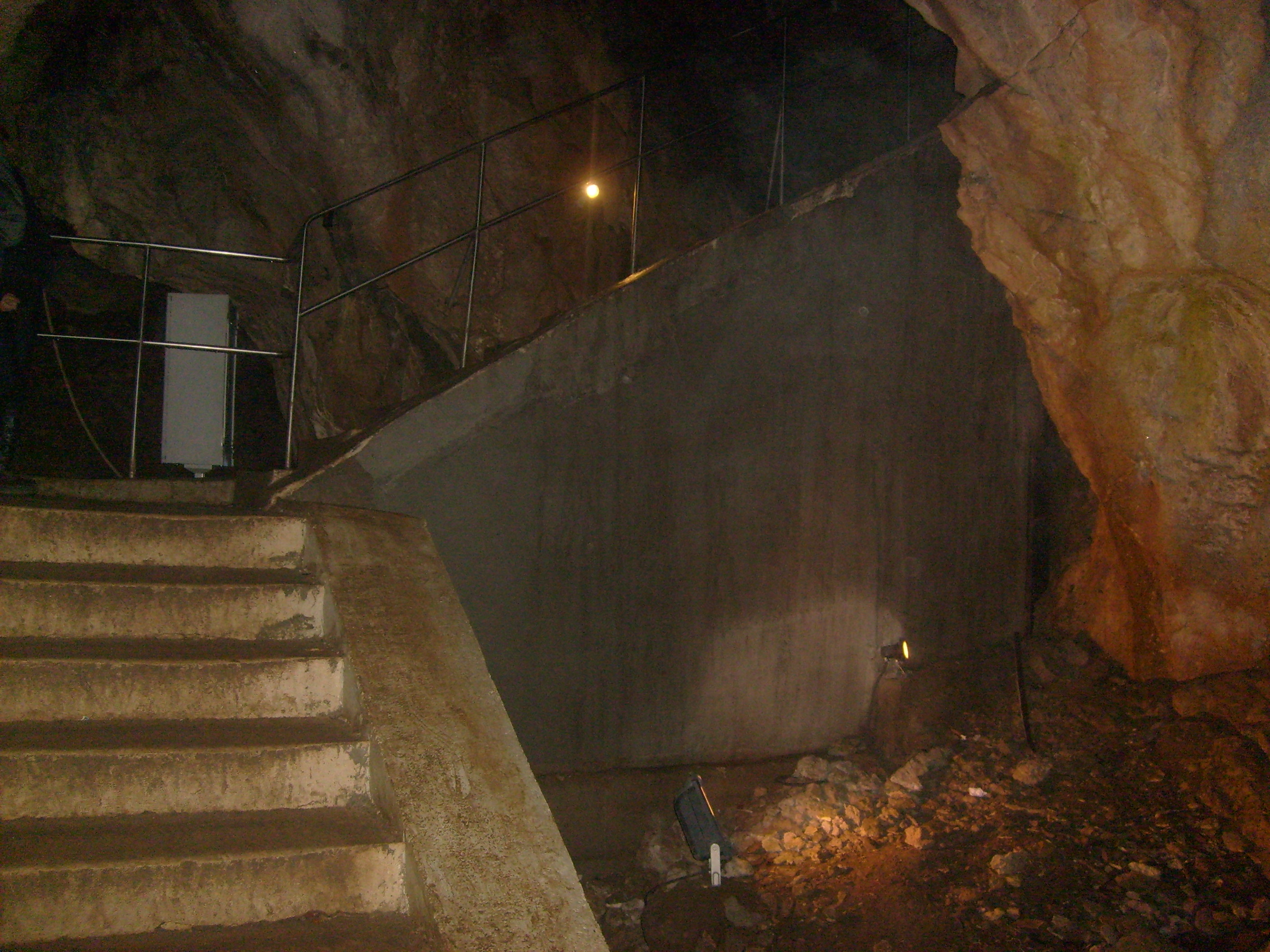

## Фауна
Печера Леденика — одна з 500 печер у Врачанських горах, що слугують притулком для кажанів. Завдяки низькій температурі вони використовують її для сплячки. За допомогою безпосередніх спостережень та виловам тенетами у печері зареєстровано 4 види кажанів:
- Підковик великий (Rhinolophus ferrumequinum),
- Підковик малий (Rhinolophus hipposideros),
- Нічниця вусата (Myotis mystacinus),
- Пергач пізній (Eptesicus serotinus).

## Туризм
- Печера Леденика є одним з сотні національних туристичних об'єктів Болгарського туристичного союзу під номером 16.
- Леденика була облаштована для туристів в 1961 році, це одна з головних туристичних пам'яток в районі.
- Указом Ради Міністрів № 2057 від 28.11.1960 року печера Леденика була оголошена природною пам'яткою і включена до Переліку природоохоронних територій Болгарії. Станом на 6 березня 2010 року печерою Леденика керує муніципалітет Враца.

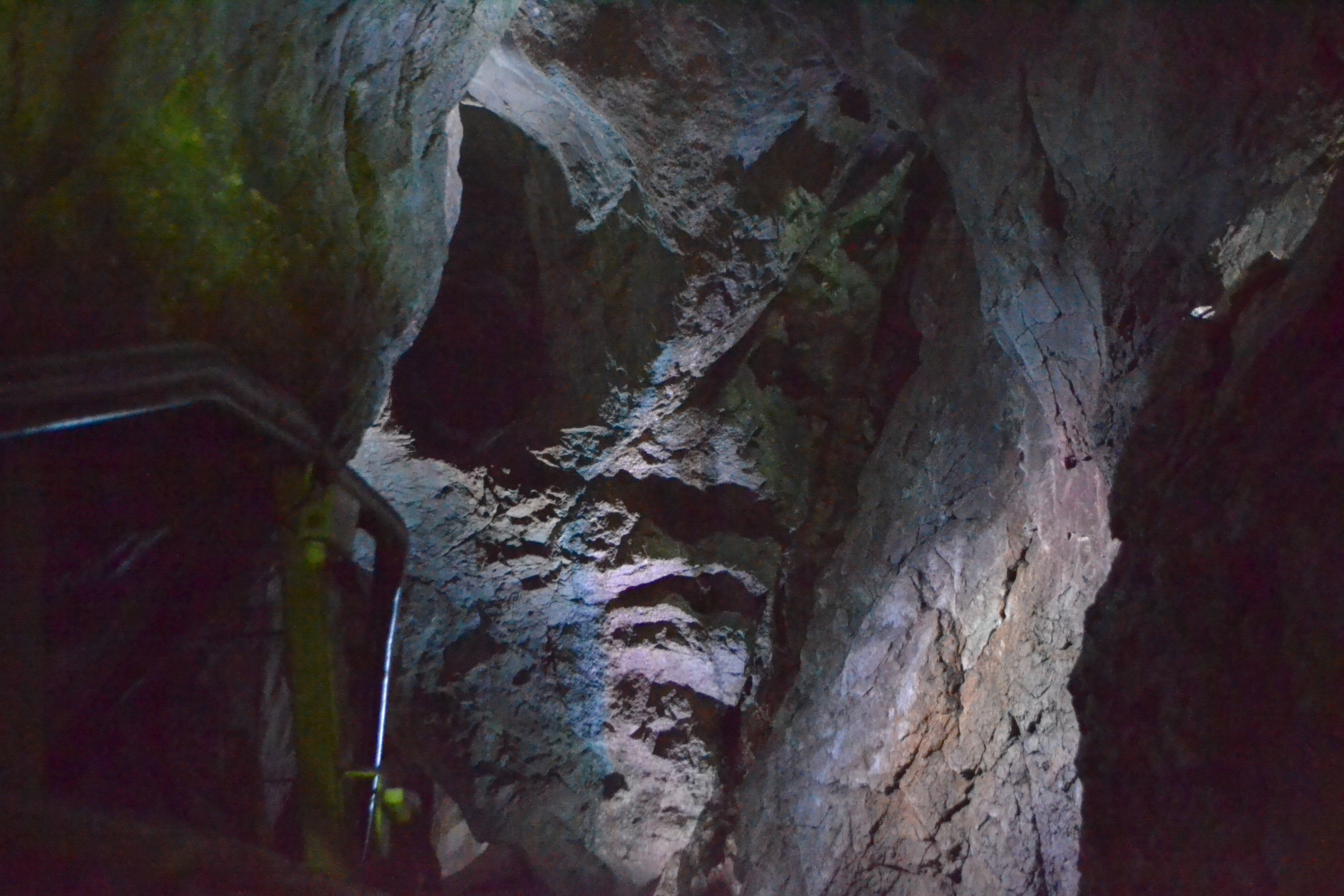
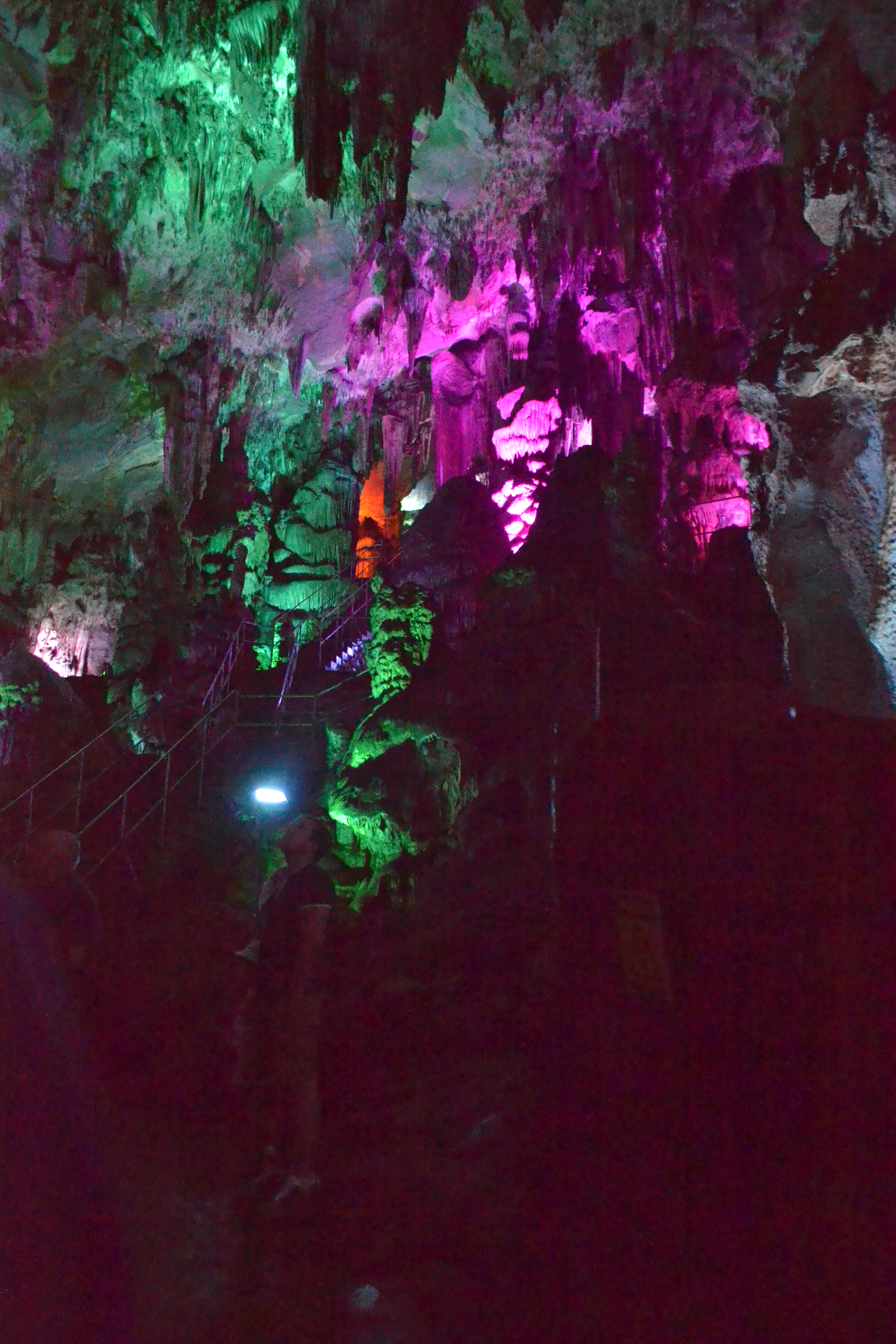
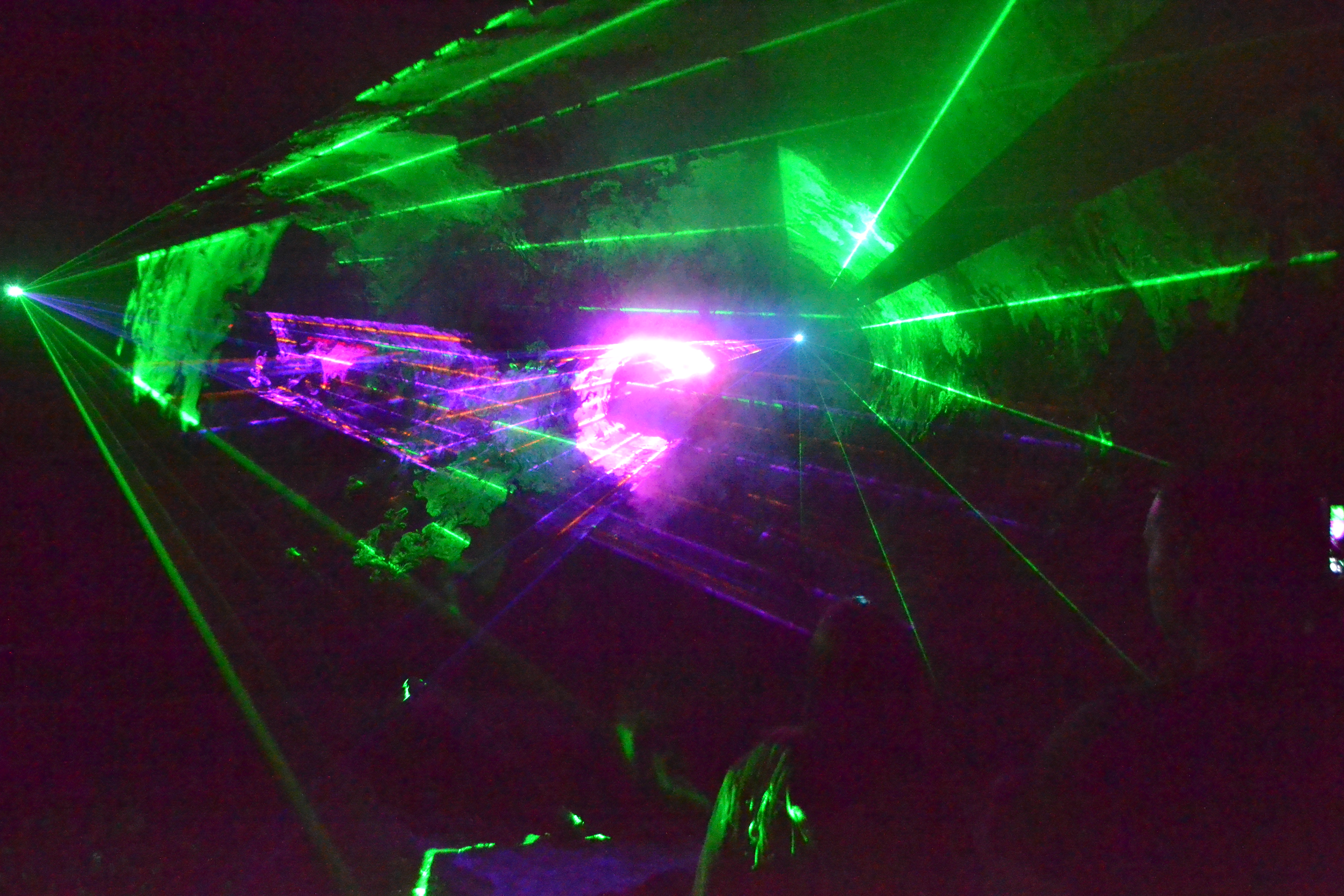
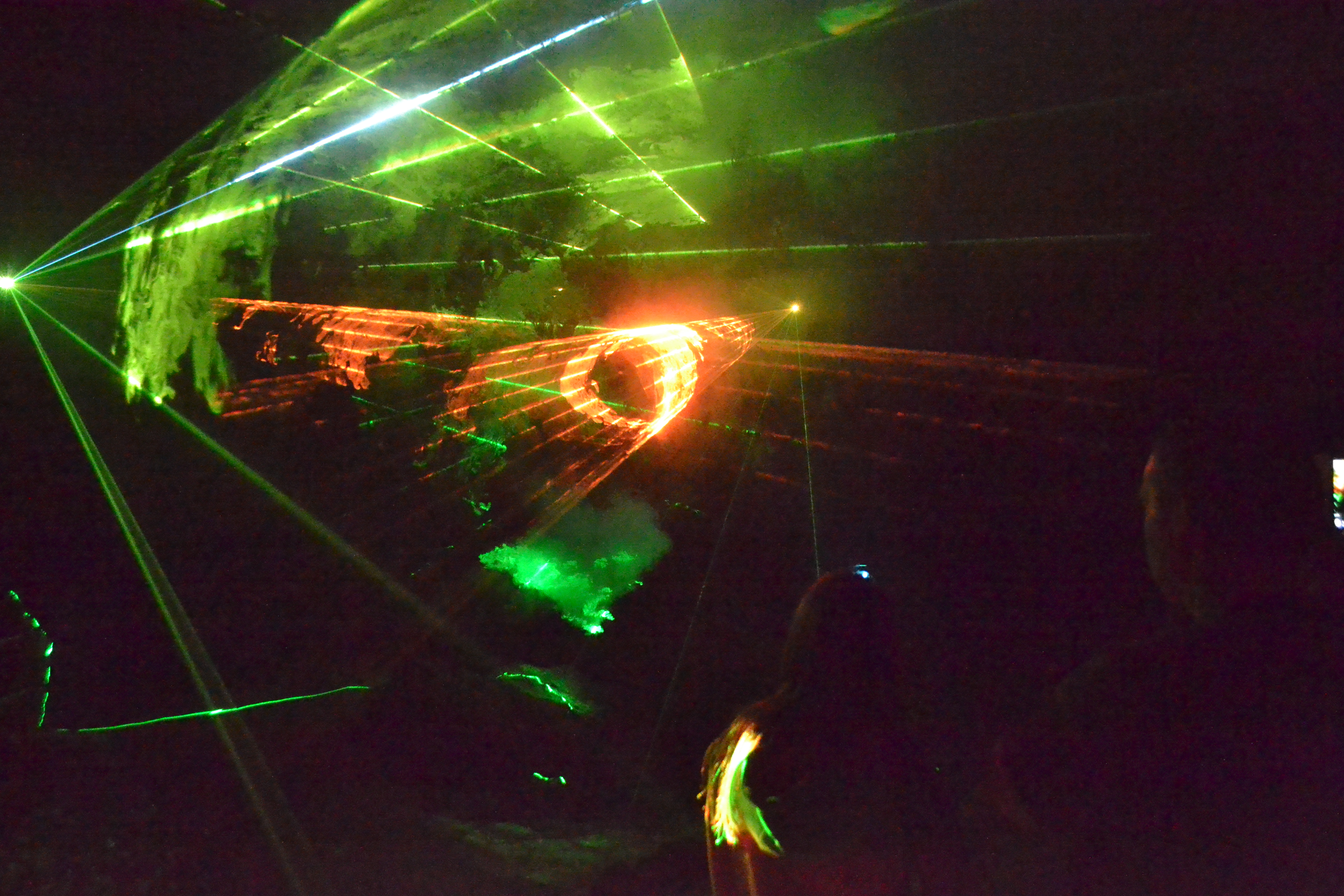
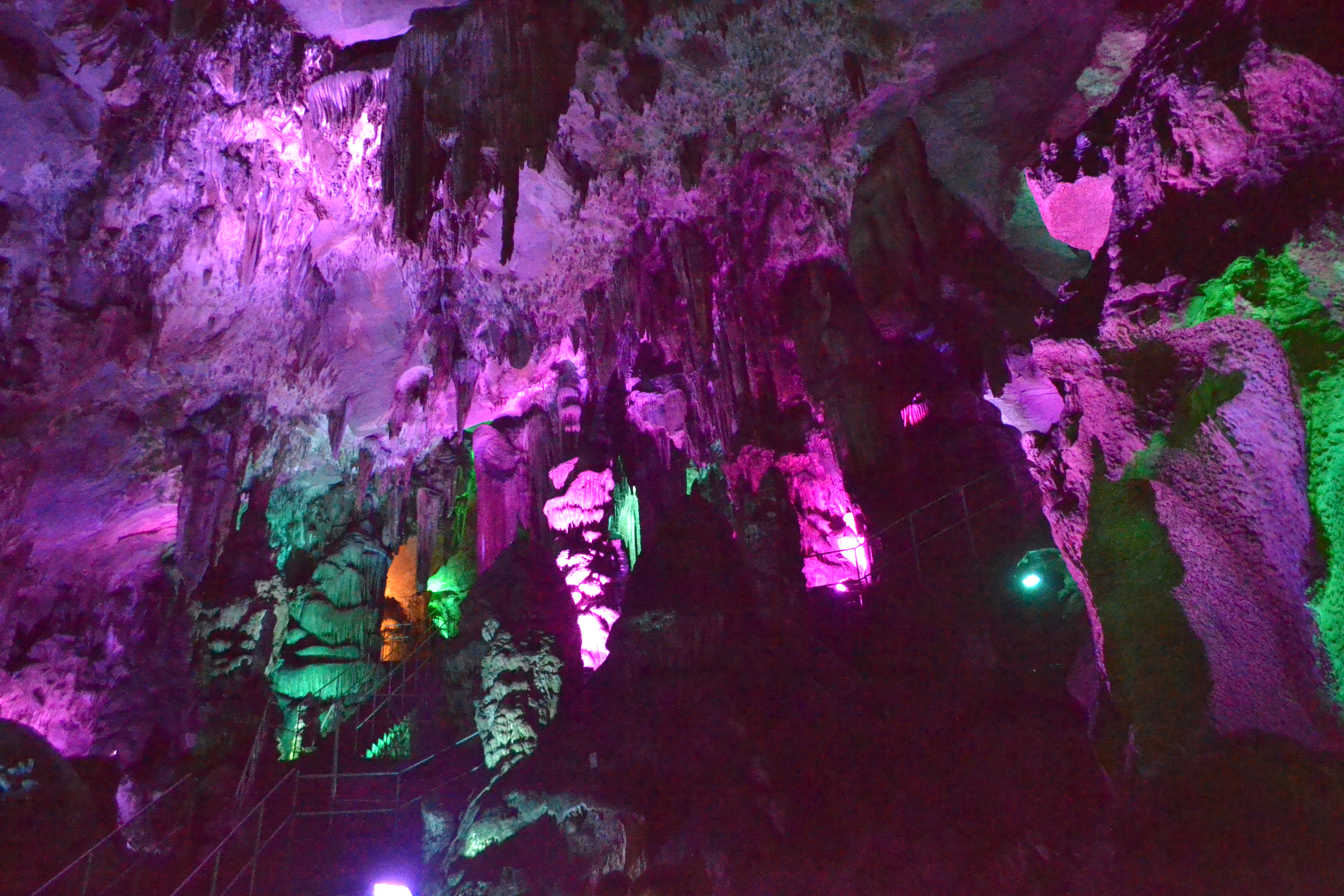